# 검은잎원숭이
검은잎원숭이(Trachypithecus obscurus)은 긴꼬리원숭이과에 속하는 영장류의 일종이다. 방글라데시와 인도, 라오스, 말레이시아, 미얀마 그리고 태국 등에서 서식한다. 안경랑구르 또는 안경잎원숭이, 더스키루톤 이라고도 부른다.
이 루뚱원숭이에는 여러 종의 아종이 있다.
- Trachypithecus obscurus obscurus
- Trachypithecus obscurus flavicauda
- Trachypithecus obscurus halonifer
- Trachypithecus obscurus carbo
- Trachypithecus obscurus styx
- Trachypithecus obscurus seimundi
- Trachypithecus obscurus sactorum